# Marco Mengoni
Marco Mengoni (Ronciglione, Viterbo, Itália, 25 de dezembro de 1988) é um cantor italiano. Ele chegou à fama em 2009, vencendo a terceira temporada da versão italiana do show de talentos X Factor. No ano seguinte, foi o terceiro classificado no Festival de Sanremo "Credimi ancora".
A partir de Janeiro com a canção de 2011, que vendeu um total de 220.000 cópias na Itália, em seus dois primeiros EP e seu álbum ao vivo Re matto live. Em 2010 ele se tornou o primeiro artista italiano a ganhar o prêmio de Melhor Artista Europeu em MTV Europe Music Awards. Seu primeiro álbum de estúdio, Solo 2.0, foi lançada em setembro de 2011.
A 16 de fevereiro de 2013, foi proclamado vencedor da 63ª edição do Festival de Sanremo com a canção "L'essenziale" e anunciou que iria representar a Itália no Festival Eurovisão da Canção 2013, onde terminou em 7º lugar com 126 pontos, melhorando a posição da Itália por um ano anterior.
Em 11 de fevereiro de 2023, foi novamente vencedor do Festival de Sanremo em sua 73ª edição com a canção “Due Vite”, com a qual representou a Itália no Festival Eurovisão da Canção, alcançando o 4º lugar com 350 pontos.

## Biografia
Marco nasceu a 25 de dezembro de 1988, em Ronciglione (Viterbo, Itália). Desde tenra idade que se interessa por música: "Em criança, costumava ouvir um pouco de tudo, pop, R&B, rock, soul etc. Descobri o karaoke e comecei a cantar quando ninguém estava por perto, porque era muito tímido. Um dia os meus pais ouviram-me cantar e decidiram enviar-me para uma escola de canto. Logo descobri que a música não era assim tão fácil como eu pensava, tinha ainda muito que aprender... técnicas de respiração, exercícios faciais, escalas musicais, vocalizações de todo o tipo para melhorar a minha voz. "
Depois de sete anos de formação musical que inclui não só o canto, mas também como técnico de som, Marco vence a terceira série do X Factor em 2009 e seu primeiro EP "Dove Si Vola" torna-se o seu primeiro sucesso. Apenas alguns meses mais tarde, participa da 60 ª edição de Sanremo com a música "Credimi ancora" e termina em terceiro. O seu EP "Re Matto" é então lançado.
Depois de uma bem sucedida tournée de lançamento, Marco ganha os Prémios TRL na categoria “Man of the Year”, Wind Music Awards e o seu disco de estreia torna-se platina. Em Novembro de 2010 Marco Mengoni ganha o prémio "Best Italian Act" no MTV Music Awards europeu e torna-se no primeiro italiano a receber o prémio “Best European Act”.
Em setembro de 2011, lança um novo single a solo. Em 2012, embarca numa tournée de teatro comissariado por Marco Mengoni, Elisa e Rigonat Andrea. Marco é também convidado especial do evento "Premio Leggio d'Oro", onde recebe um prémio pela dobragem de Onceler, um personagem de desenho animado no filme The Lorax.
No início de 2013 Marco vence 63ª edição do Festival de Sanremo com a canção "L'essenziale" (O essencial) e um mês depois o novo álbum "#prontoacorrere" foi lançado pela Sony Music. Representou a Itália no Festival Eurovisão da Canção 2013 com a canção que lhe deu a vitória no Festival de Sanremo "L'essenziale", no qual terminou, na final, em 7º lugar com 126 pontos.
Dez anos depois, em 11 de fevereiro de 2023, voltou a vencer a vencer o Festival de Sanremo, dessa vez com a canção Due Vite.

## Discografia

### Álbuns

#### Álbuns de estúdio
- 2011 – Solo 2.0
- 2013 – #Prontoacorrere
- 2015 – Parole in circolo
- 2015 – Le cose che non ho
- 2018 – Atlantico
- 2021 – Materia (Terra)
- 2022 – Materia (Pelle)
- 2023 – Materia (Prisma)

#### Álbuns ao vivo
- 2010 – Re matto live
- 2016 – Marco Mengoni Live
- 2019 – Atlantico Soundcheck
- 2019 – Atlantico / On Tour

#### EP (Extended play)
- 2009 – Dove si vola
- 2010 – Re matto
- 2012 – Dall'inferno EP
- 2013 – Natale senza regali
- 2014 – Pronto a correre Spain
- 2017 – Onde EP

### Singles
- Dove si vola (2009)
- Credimi ancora (2010)
- Stanco (Deeper Inside) (2010)
- In un giorno qualunque (2010)
- Solo (Vuelta al ruedo) (2011)
- Tanto il resto cambia[8] (2011)
- Dall'inferno[9] (2012)
- L'essenziale (2013)
- Pronto a correre (2013)
- Non passerai[10] (2013)
- Guerriero (2014)